# 卫光街站

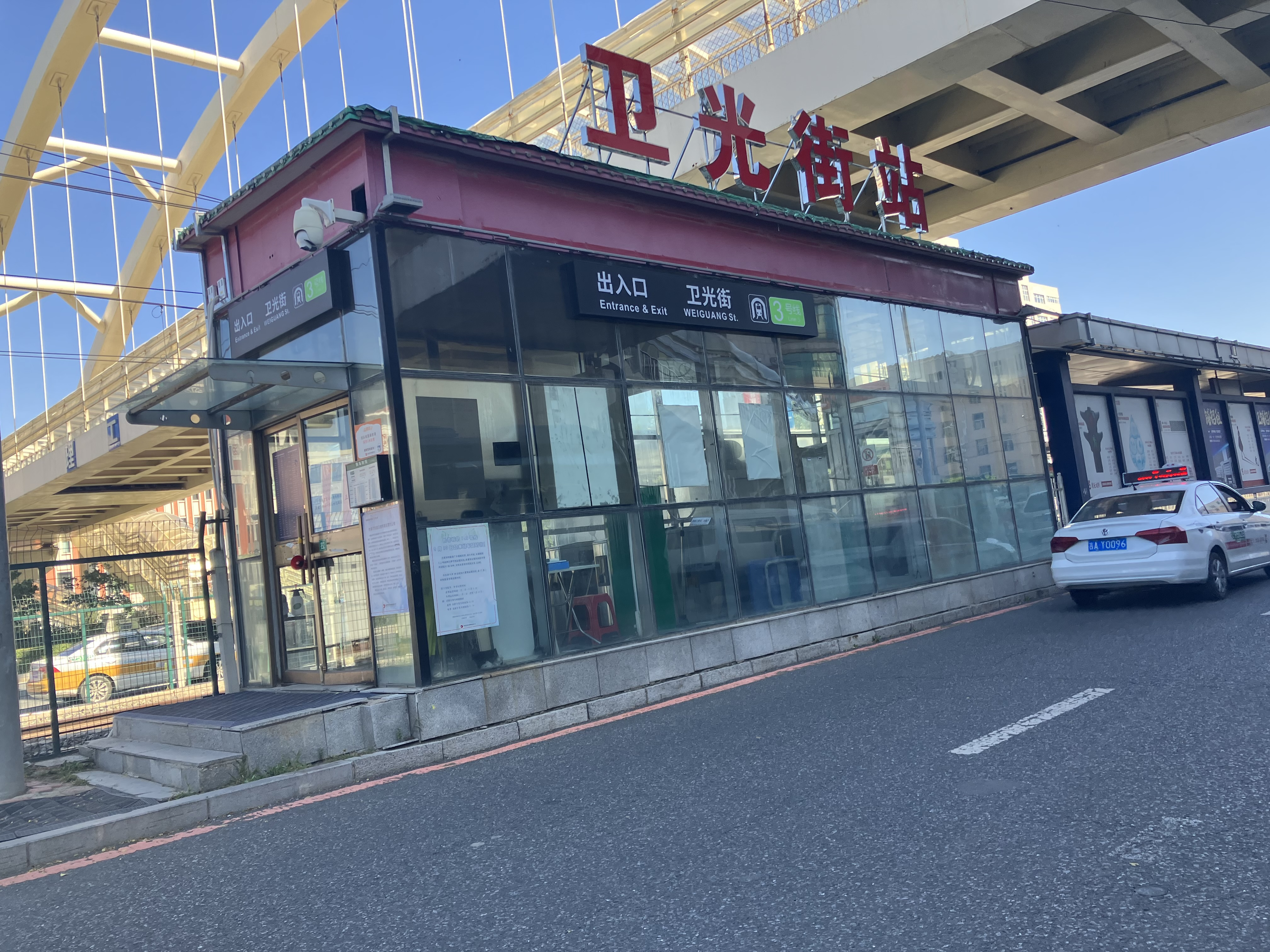
长春轨道交通3号线 卫光街站

卫光街站是一个位于吉林省长春市朝阳区的轻轨车站，属于长春轨道交通3号线。

## 车站构造
车站位于卫星路主路与南侧辅路之间，设有两个地面侧式月台，并分别设置雨棚。车站于南侧站台东西两端各设置一个出入口站房，但站内未设置换向天桥或地下通道，换向乘客及往长春站方向乘客进站后需通过站内平过道换向。因车站为3号线一期工程终点站，该站西侧设有单渡线供车辆折返。
站台设置如下：
| 地面 |            | 侧式站台，右侧开门              |                                 |
| 地面 | 轨道（北） | █ 3号线往伪满皇宫（卫明街）     | █ 3号线往伪满皇宫（卫明街）     |
| 地面 | 轨道（南） | █ 3号线往长影世纪城（卫星广场） | █ 3号线往长影世纪城（卫星广场） |
| 地面 | 站房       | 侧式站台，右侧开门              | 站房                            |

## 车站出入口
车站设置2个出入口，设在南侧站台东西两端，均位于卫星路辅路北侧，未设置出入口编号。
|           |      |            |                      |  |
| 出口编号  | 照片 | 出口指示   | 建议前往的目的地     |  |
|           |      | 卫光街     | 新华苑宾馆           |  |
| 出口 · SW |      | 卫星路辅路 | 长春理工大学(南校区) |  |

## 公交换乘
- 理工大学站：136、149、154、K306路
- 卫光街站：149、193、315路

## 历史
- 2002年10月30日 -  随3号线一期试运营开通，为南端终点站[1]。
- 2007年4月3日 - 3号线一二期工程贯通运营，车站变为中途车站[2]。
- 2022年

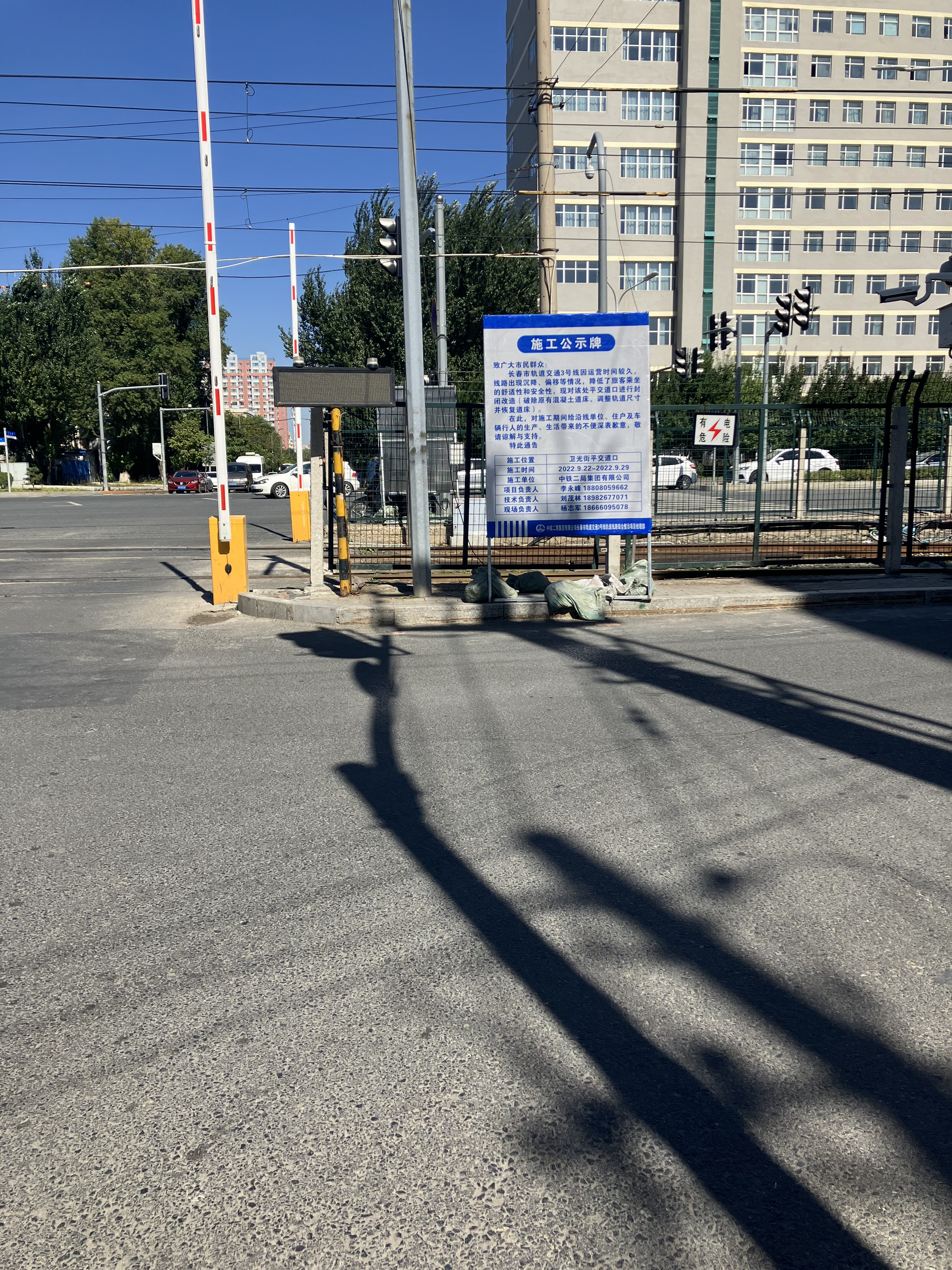
长春轨道交通3号线 卫光街站 2022年 9月轨道施工需要 车站暂停运营

- - 9月15日 - 因轨道施工需要，车站暂停运营[3]。